# Banteay Kdei
Banteai Kdei es un templo budista situado en el complejo arqueológico de Angkor, a dos kilómetros de Angkor Thom en Camboya. Está declarado Patrimonio de la Humanidad por la Unesco desde 1992.

## Historia

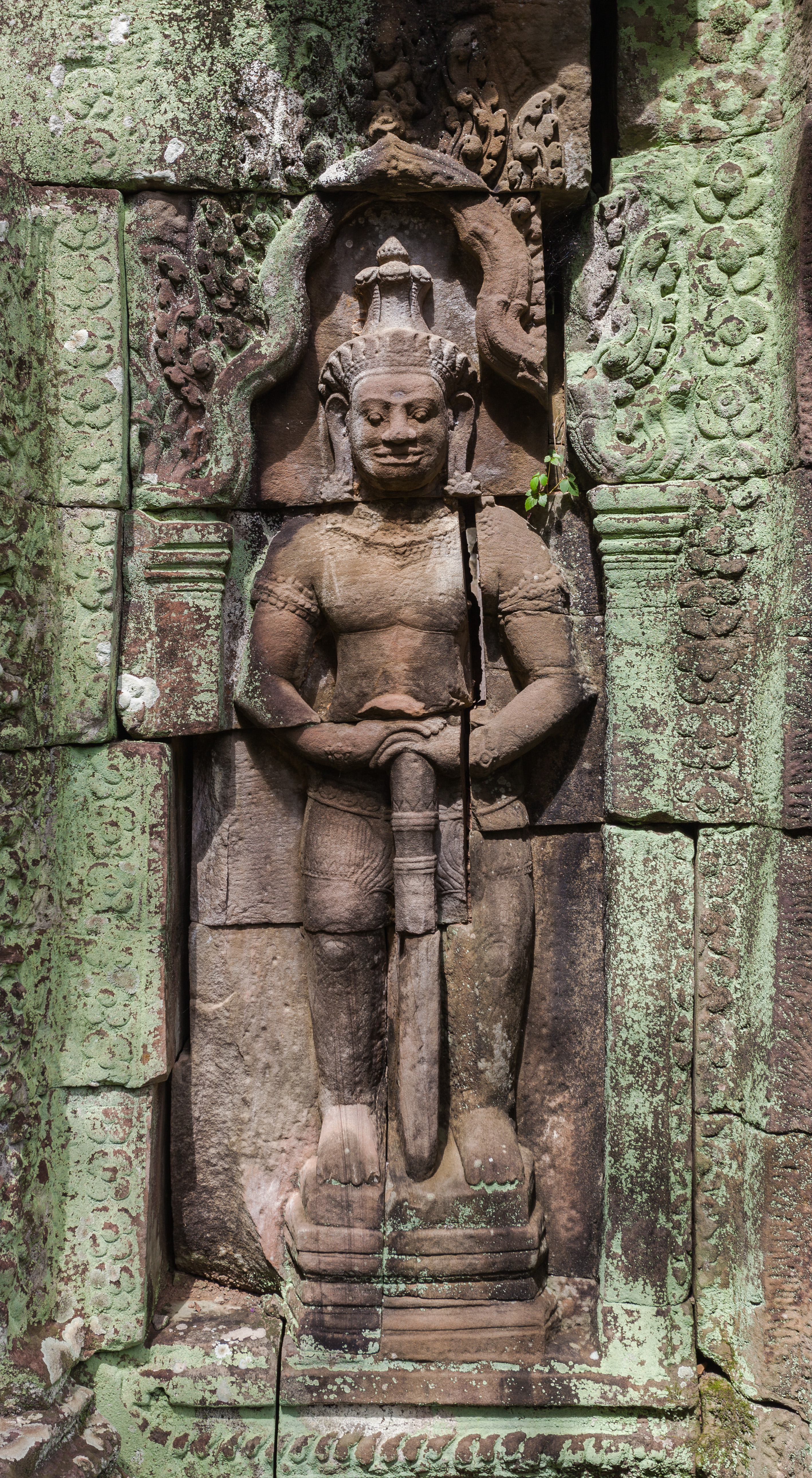
Relieve bajo de una estatua Dvarapala (guardián) en Banteay Kdei.

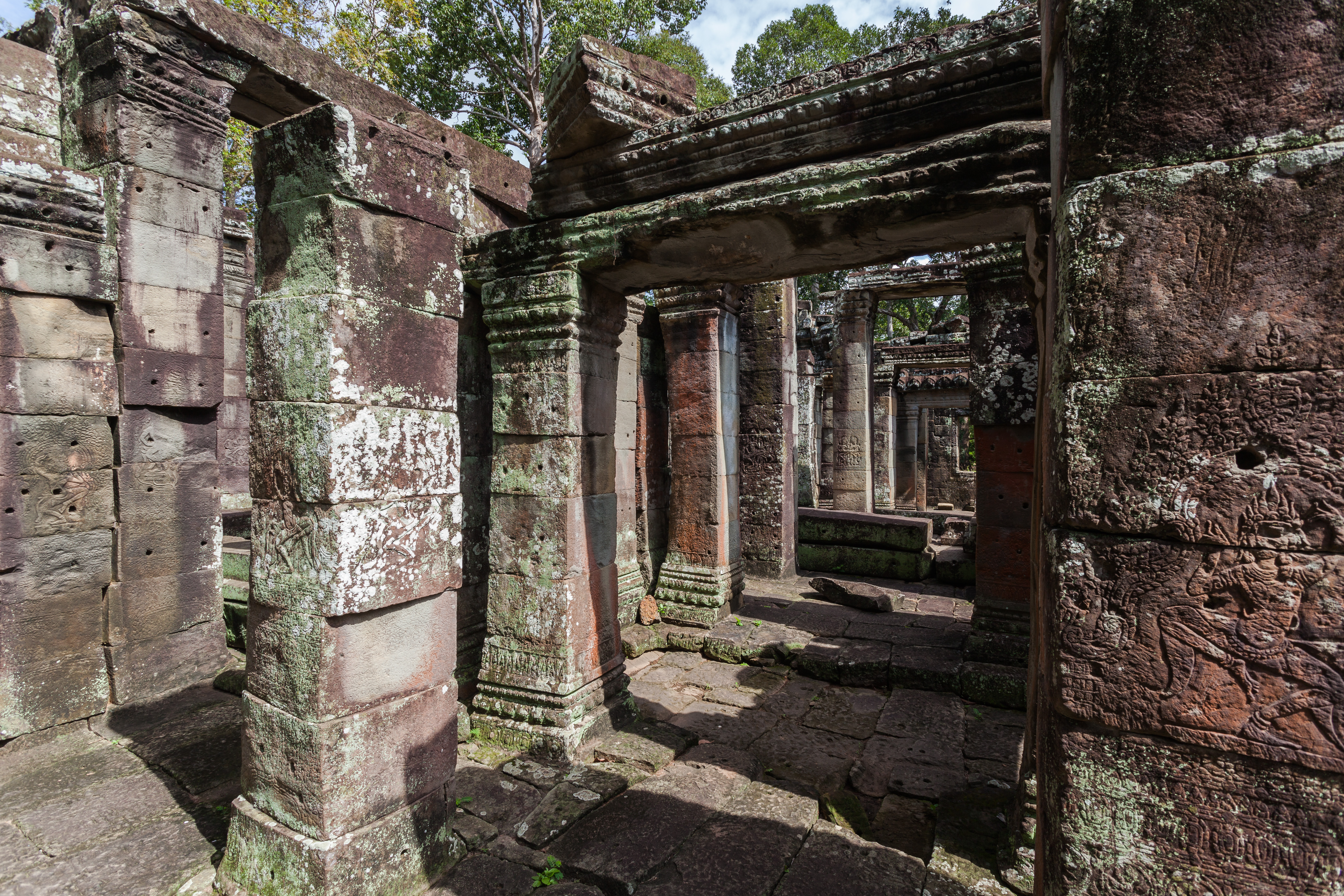
Complejo de pasillos en Banteay Kdei.

El templo se sitúa en el mismo emplazamiento de otro anterior, del siglo X. Prácticamente no hay documentación. Su construcción se desarrolló durante el reinado de Jayavarman VII (1160-1219) y de su sucesor, Indravarman II (1219-1243). No es una construcción unitaria, y ha sido objeto de reformas. El estado de conservación del conjunto es regular, con zonas en ruinas y otras restauradas.